# Liturgusa cursor
Liturgusa cursor är en bönsyrseart som beskrevs av Rehn 1951. Liturgusa cursor ingår i släktet Liturgusa och familjen Liturgusidae. Inga underarter finns listade i Catalogue of Life.